# C-9 (航空機)
C-9
C-9A
- 用途：輸送機
- 製造者：マクドネル・ダグラス社
- 運用者： アメリカ合衆国（空軍、海軍）
- 生産数：48機
- 運用開始：1968年6月17日（米空軍）
- 退役：2005年9月（米空軍）
- 運用状況：米空軍からは退役。米海軍は19機を運用中。
- ユニットコスト：3,500万USドル

C-9は、ベストセラー短距離旅客機であるダグラス DC-9-30を軍用輸送機としたモデル。1967年に制式採用が決定し、アメリカ空軍は航空医療後送型のC-9A 21機と、政府高官輸送型C-9C 3機を使用していた。

## C-9A
C-9A型の愛称はナイチンゲール (Nightingale)。1968年 - 1973年にデリバリーされ、アメリカ合衆国本土のスコット空軍基地およびドイツ・ラインマイン空軍基地、フィリピン・クラーク空軍基地(後に日本・横田基地に移動)の各基地に配備された。
本機は航空医療後送を想定した機体であり、担架40床または座席40(双方のコンビも可能)と、重症患者用のスペシャルケア・コンパートメント(特別空調装置を備える)を持ち、通常5名の医師、看護員を乗せる。また、前胴左側には車椅子や担架搬入のための緩やかな傾斜のタラップを自蔵した、大型昇降口(3.5m×2.1m)を備えている。
ただし本機は航続距離が短く空中給油にも対応できないという問題があり、2005年にC-9Aが退役すると、直接の後継機は導入されず、短距離であればC-21A（担架2床）やC-130（74床）、長距離であればKC-135やKC-10、C-141、C-17といった輸送機にそのための設備を搭載してAEミッションを行うようになっていった。

## C-9B
C-9B型の愛称はスカイトレインII (Skytrain II)。アメリカ海軍及び海兵隊で使用された型で、こちらは通常の人員・貨物輸送機である。1973年より受領を開始している。C-9Aと同等の機体であり、患者輸送型にも転換できる。新規に製造されたほか、1982年以降は民間で就役していた中古のDC-9を購入した上で所要の改装を施された。
海軍と海兵隊の兵站輸送を長い間担っていたが、旧式化は否めずC-40Aと交代しつつある。退役したC-9Bのうち1機はNASAの微小重力訓練機「嘔吐彗星」となった。

## C-9C
C-9Cは1973年にVIP輸送機VC-9Cとして3機発注された。1975年にアンドルーズ空軍基地の89MAWに配備されている。本機は大統領をはじめとするアメリカ政府要人の国内移動に使用されているが、ジミー・カーター政権時にVがとれてC-9Cと改称された。

## その他
クウェート空軍がC-9Kを2機、ベネズエラ空軍がDC-9-15型機を1機、イタリア空軍がDC-9-32型機を2機。それぞれ導入したがいずれも退役している。

## 要目
DC-9-30に同じ。
- 全長：36.37m
- 全幅：28.47m
- 全高：8.38m
- エンジン：プラット・アンド・ホイットニー JT8D-15 ターボファン 2基